# Pelo de segueta

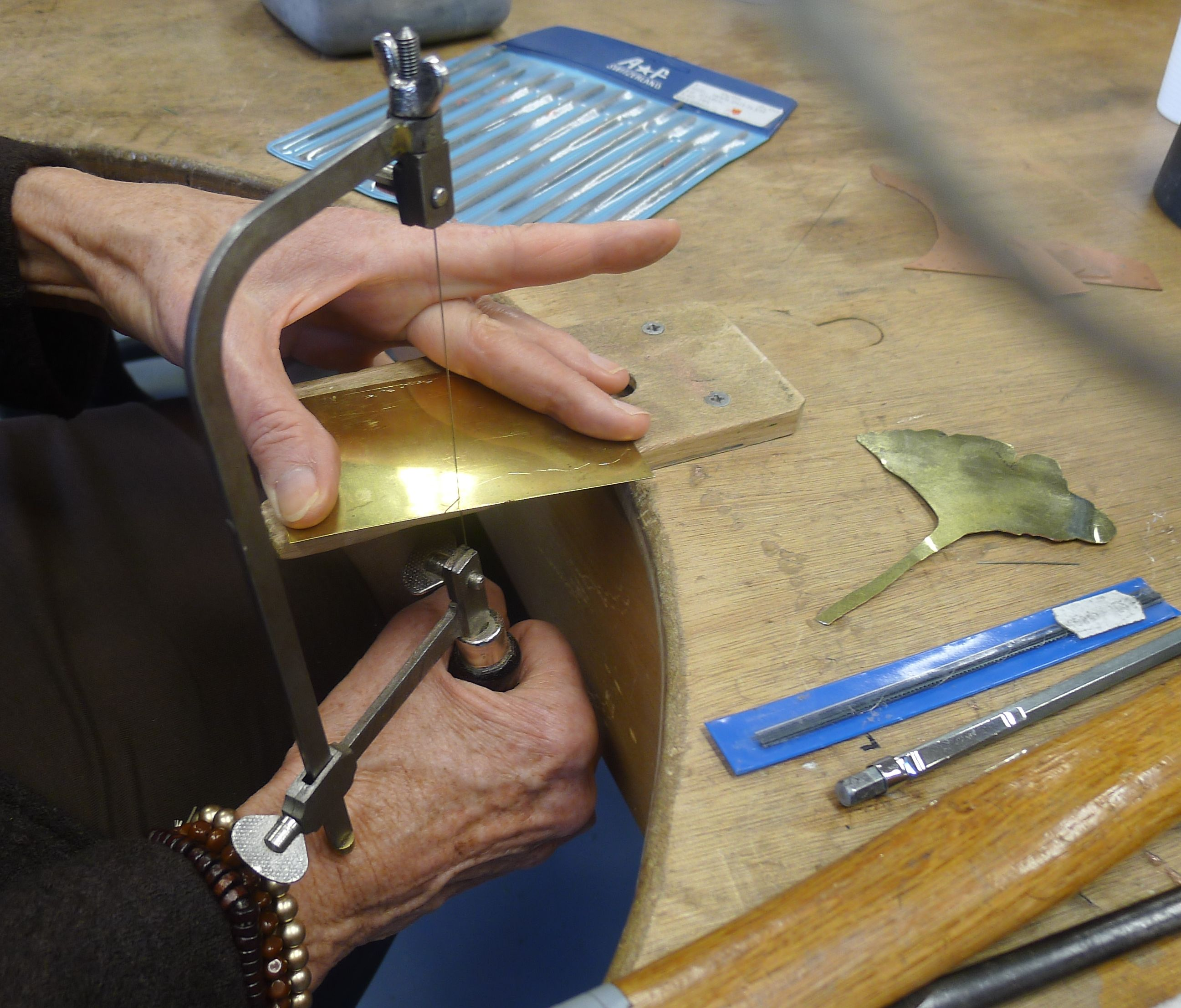
Trabajo con segueta utilizando un pelo de segueta circular fino, lo que permite realizar figuras angulosas o curvas con mayor facilidad que con un pelo plano.

Un  pelo de segueta es el elemento cortante de una segueta. Los pelos de segueta pueden ser planos o circulares, los circulares permiten un cambio rápido en el ángulo de corte, sin embargo los planos son mucho más duraderos es decir que es más complicado cambiar de ángulo al cortar.
Pueden estar fabricados de diferentes materiales, según la composición del objeto a cortar, pudiendo ser de acero, carborundo, tungsteno, etc.
Los pelos de segueta se numeran en función de su grosor.
- Datos: Q21573878